# Sericoptera caucaria
Sericoptera caucaria là một loài bướm đêm trong họ Geometridae.